# 신세계 사이먼
신세계 사이먼은 (주)신세계와 신세계인터내셔널이 사이먼프로퍼티그룹과 합작하여 대한민국에 설립한 유통업체이다. 프리미엄아울렛을 운영하고 있다.

## 사업 확장
이 회사는 신세계와 신세계인터내셔날 등 신세계그룹 계열사가 50%, 미국 쇼핑몰 운영업체인 사이먼프로퍼티그룹이 50% 씩 지분을 소유한 합작법인이다. 양사간 경영자문 계약은 2055년까지다. 2007년 6월 1일 대한민국에서 최초로 여주에 '프리미엄 아웃렛'을 오픈하였고 이후 2011년 3월 18일 파주 프리미엄 아울렛, 2013년 8월 29일 부산 프리미엄 아웃렛을 각각 오픈했다. 3개의 점포를 운영하면서 신세계사이먼은 2007년부터 2014년까지 연평균 37.8% 씩 성장했다.
대한민국에 경기 불황이 장기화되는 가운데 이를 극복하기 위해 유통업계는 앞다퉈 아울렛을 출점하려 하였다. 내수 침체와 온라인 쇼핑 시장의 확대 등으로 백화점이 성장 한계에 봉착하자 대형 프리미엄 아울렛을 미래 성장 동력으로 삼으려는 것이다. 쇼핑과 여가를 함께 즐기는 새로운 소비 행태를 쫓기위해 경쟁에 나섰다.
이러한 상황 속에 신세계는 2017년 4월 6일 4번째로 시흥 프리미엄 아울렛을 오픈하였다. 부지면적 약 14만7000m2(약 4만5000평), 영업면적 약 4만2000m2(약 1만3000평)에 220여개 국내외 인기 브랜드가 대거 입점했다. 스페인 콘셉트에 여가시설과 체험형 콘텐츠를 갖춘 복합 쇼핑 리조트로 꾸며졌다. 신세계 그룹은 복합 쇼핑몰인 스타필드와 함께 변화한 쇼핑 시장을 공략한다는 계획이다.

## 지점
- 파주점

2011년에 경기도 파주시 탄현면 필승로 200(법흥리)에 개점하였다.
- 여주점

2007년 경기도 여주시 명품로 360(당시 경기도 여주군 여주읍 상거리)에 개점하였다.
- 부산점

2013년 부산광역시 기장군 장안읍 정관로 1133에 개점하였다.
- 시흥점

2017년 4월 경기도 시흥시 서해안로 699(월곶동)에 개점하였다. 배곧신도시의 북쪽에 있다.